# Mitsubishi Motors
Mitsubishi Motors je 6. největší japonská automobilka a 17. největší světová automobilka (japonsky 三菱自動車工業株式会社, Micubiši Džidóša Kógjó kabušiki kaiša). Spolupracovala s automobilkou Chrysler na vývoji mnoha modelů, s automobilkami Citroën a Peugeot společně vyvíjela modely SUV Mitsubishi Outlander / Citroën C-Crosser / Peugeot 4007, od Volkswagenu odebírala dieselové motory a aktuálně vyvíjí se společností PSA úsporné plně elektrické vozidlo I-MiEV alias Citroën C-Zero či Peugeot iOn. Dále se aktivně podílí na vytvoření nových crossoverů Peugeot 4008 a Citroën C4 Aircross, kteří vychází z modelu ASX a na trh by měli přijít v roce 2013. S firmou Nissan je od roku 2010 upevňována spolupráce pro zlepšení konkurenceschopnosti obou automobilek - přemístění výroby Nissanu Navara do Thajského závodu Mitsubishi Motors, výměna terénních modelů pro místní trhy a spolupráce na mini-vozidlech určených pro japonský trh.

## Vznik Mitsubishi Motors
Významné dny začínaly pro koncern Mitsubishi až po vytvoření samostatné divize Mitsubishi Motors (1970) se automobilka vydala podobnou cestou, jakou zvolila konkurenční Mazda. Začala kooperovat se zahraničním výrobcem, kterému nejdřív přenechala i minoritní, 10% majetkový podíl. Tímto zahraničním partnerem se stal americký Chrysler. Bohužel, z retrospektivního pohledu můžeme říct, že nešlo o nejšťastnější kooperaci. Chrysler stál před obdobím, v kterém musel stále častěji řešit vlastní problémy, takže vzájemná spolupráce nikdy nepřinesla větší úspěch. Složité vztahy trvají mezi oběma firmami už víc než 30 let. Podobným, ale výrazně úspěšnějším projektem byla technologická pomoc korejskému Hyundai Motors při vývoji jejich prvého vlastního modelu Pony (1975). Japonská automobilka dokonce získala, a až donedávna ovládala, minoritní podíl v korejském výrobci. Tento model pomoci si později zopakovala i při rozběhu malajsijské automobilky Proton.
V průběhu 70. let ale byla přijata i jiná významná rozhodnutí. Šlo nejen o vstup na náročné zámořské trhy, ale i o spuštění vlastního rallye-programu. Tovární team se nejdřív soustředil na náročné africké rallye (East African Safari, Bandama Rallye Côte d'Ivore), kde dokazoval odolnost modelů Galant a Lancer. Tyto aktivity v následujících letech přerostly do permanentní účasti na nově vytvořeném světovém rallye-šampionátu, a vyvrcholily ziskem čtyř titulů mistra světa v letech 1996–1999. Ještě úspěšnějším programem se ukázala být účast v dálkových pouštních maratónech, s dvanácti vrcholy v podobě vítězství v dakarské rallye. Mimochodem, představením sériového modelu Pajero v roce 1982 Mitsubishi přesně zachytilo módní vlnu kategorie SUV, a tento model dodnes zůstává základem nabídky této japonské značky.

## Od krize po revitalizaci
Po období úspěchů a stability ale přišla koncem 90. let východoasijská ekonomická krize, která vážně zastihla i některé tamější automobilky. Mitsubishi Motors v důsledku silné angažovanosti v tomto regioně patřilo k nejvíc trpícím výrobcům. Zatímco pro některé konkurenty byla sama tato situace vážnou komplikací, pro Mitsubishi to mělo být jen předzvěstí blížící se katastrofy. Ta „udeřila“ v roce 2000 s odhalením, že vedení automobilky vědomě zatajovalo čtyři konstrukční chyby na vozidlech určených pro domácí trh. V této chvíli ale do hry vstupuje po několika měsících váhání nedávno zformovaný transatlantický koncern DaimlerChrysler, s vizí vytvoření globální aliance „Welt A. G.“. Němečtí manažeři koncernu DCX kupují 34 % Mitsubishi Motors s vírou, že dokážou nepříznivý vývoj zvrátit. O rok později ještě zvyšují svůj podíl v japonské automobilce na 37,3 %. Restrukturalizační plány nového šéfa automobilky Rolfa Eckrodta ale rychle narazili na odpor statných akcionářů z řad sesterských společností koncernu Mitsubishi, ale i politických špiček země. V jasném světle se tak ukázalo, že provázanost zájmů vlivných japonských podnikatelských a politických kruhů zasahuje do života soukromé firmy i víc než 100 let po vzniku principu „zaibatsu“. Definitivní konec nadějí, že firma bude ozdravena v rámci aliance DCX pronáší druhá vlna odhalení desítek konstrukčních chyb, sahajících až do roku 1977 a týkající se víc než 160.000 aut (spolu s těžkými užitkovými vozy Mitsubishi Fuso skoro milión vozidel). Vedení Německo-amerického koncernu v této situaci už neschválilo další finanční pomoc pro Mitsubishi a postupně předává všechny svoje podíly vázající se k výrobě japonských osobních vozidel. 
Do vedení demoralizované automobilky, s vážně poškozenou důvěrou veřejnosti, a zastaralým, neatraktivním, a rozpadávajícím se portfoliem modelů přichází v roce 2005 nový šéf – Osamu Masuko. Jeho revitalizační plán, tentokrát už podpořený akcionářskými strukturami, počítá se zavedením kontrolních mechanizmů, postupným znovuzískáním důvěry zákazníků, ale i mnohými restriktivními opatřeními. V průběhu dalších měsíců tak dochází k „zeštíhlování“ firmy, dočasnému zastavení finančně náročného programu WRC, ale i k viditelným a pozitivním změnám v komunikační a reklamní kampani, v zatraktivňování domácí dealerské sítě, nebo v uvádění nových, zajímavých modelů. Právě obrovský úspěch minivozidla I a kompaktního SUV Outlander, spolu s ostatními vzpomenutými opatřeními nakonec vede v roce 2006 k mírnému zisku.
První „ozdravná“ vlna v podobě nových klíčových modelů (Lancer, Outlander, Pajero) tak zasáhla v roce 2004 i naše trhy, a značce Mitsubishi se tak po dlouhém období naskytla příležitost navázat na úspěchy modelů z poloviny 90. let. Byl to ale jen první krok, vracející Mitsubishi na „mapu“ automobilové Evropy.
Druhá „ozdravná“ vlna přišla v letech 2006-2009, kdy bylo postupně uvedeno mnoho nových modelů (L200, Outlander, Lancer, Colt). Hlavně díky Outlanderu se firma před začátkem krize stala poměrně výdělečnou. Aktuálně pomáhá Mitsubishi nový crossover ASX, který je velmi úspěšný a drží se v první sedmičce nejprodávanějších malých SUV na českém trhu (r.2011). Mitsubishi je také jedna z mála japonských firem, kterým v ČR roste tržní podíl - s tržním podílem už je na tom Mitsubishi lépe, než ztrácející Mazda, Honda a Subaru. Prodeje automobilky vzrostly za rok 2011 o 30%.
V nejbližší době by měl také napomoci k vyšším tržbám nový Colt, který nahradí zcela neúspěšný faceliftovaný Colt s základem z roku 2004. Možná se ale bude prodávat pod jménem konceptu - Mirage. Dále automobilka usiluje o co možná nejnižší průměr vypouštěného CO2, proto můžeme očekávat, že příští Mitsubishi Lancer Evolution již nebude spalovat benzin, ale, jak to zatím vypadá, bude jezdit na elektřinu. Také se na podzim roku 2012 chystá premiéra nového Outlanderu, který pravděpodobně bude také elektrický (viz koncept PX-MiEV II). Celkově Mitsubishi chystá do roku 2016 uvést 8 nových elektrických modelů.

## Automobily

### současná produkce v Česku
- Mitsubishi ASX
- Mitsubishi Eclipse Cross
- Mitsubishi Colt
- Mitsubishi L200
- Mitsubishi Lancer
- Mitsubishi Lancer Evolution
- Mitsubishi Outlander
- Mitsubishi Pajero

### současná produkce jinde ve světě
- Mitsubishi Delica D:5
- Mitsubishi Eclipse
- Mitsubishi eK
- Mitsubishi Endeavor
- Mitsubishi Express
- Mitsubishi Galant
- Mitsubishi I-MiEV
- Mitsubishi Pajero Sport
- Mitsubishi Raider
- Mitsubishi Zinger

### starší modely
- Mitsubishi 3000GT
- Mitsubishi Airtrek
- Mitsubishi Carisma
- Mitsubishi Debonair
- Mitsubishi Grandis
- Mitsubishi GTO
- Mitsubishi L300
- Mitsubishi L400
- Mitsubishi Lancer Cedia
- Mitsubishi Magna
- Mitsubishi Minica
- Mitsubishi Model A
- Mitsubishi Pajero Pinin
- Mitsubishi Pajero TR4
- Mitsubishi PX33
- Mitsubishi Sigma
- Mitsubishi Space Gear
- Mitsubishi Space Star
- Mitsubishi Space Runner
- Mitsubishi Space Wagon
- Mitsubishi Starion
- Mitsubishi Tredia